# Église Saint-Amand de Saint-Amand-Montrond
L'église Saint-Amand est une église catholique située sur la commune de Saint-Amand-Montrond, dans le département du Cher, en France.

## Localisation
L'église se trouve rue porte-verte en rive gauche de la Marmande, à équidistance entre l'hôtel de ville et le pont de pierre sur la Marmande.

## Historique
L'édifice est classé au titre des monuments historiques par la liste de 1840.

## Description

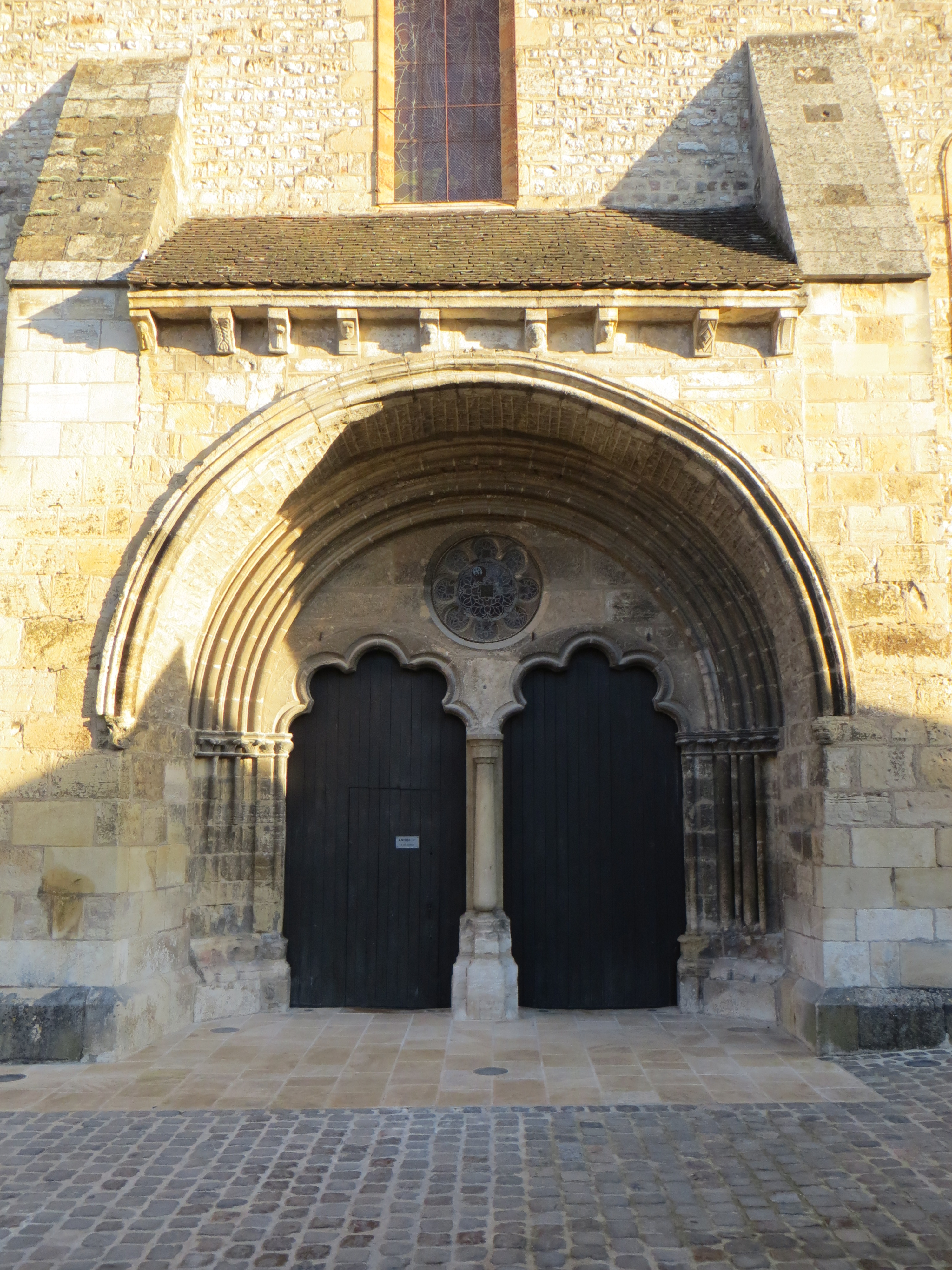
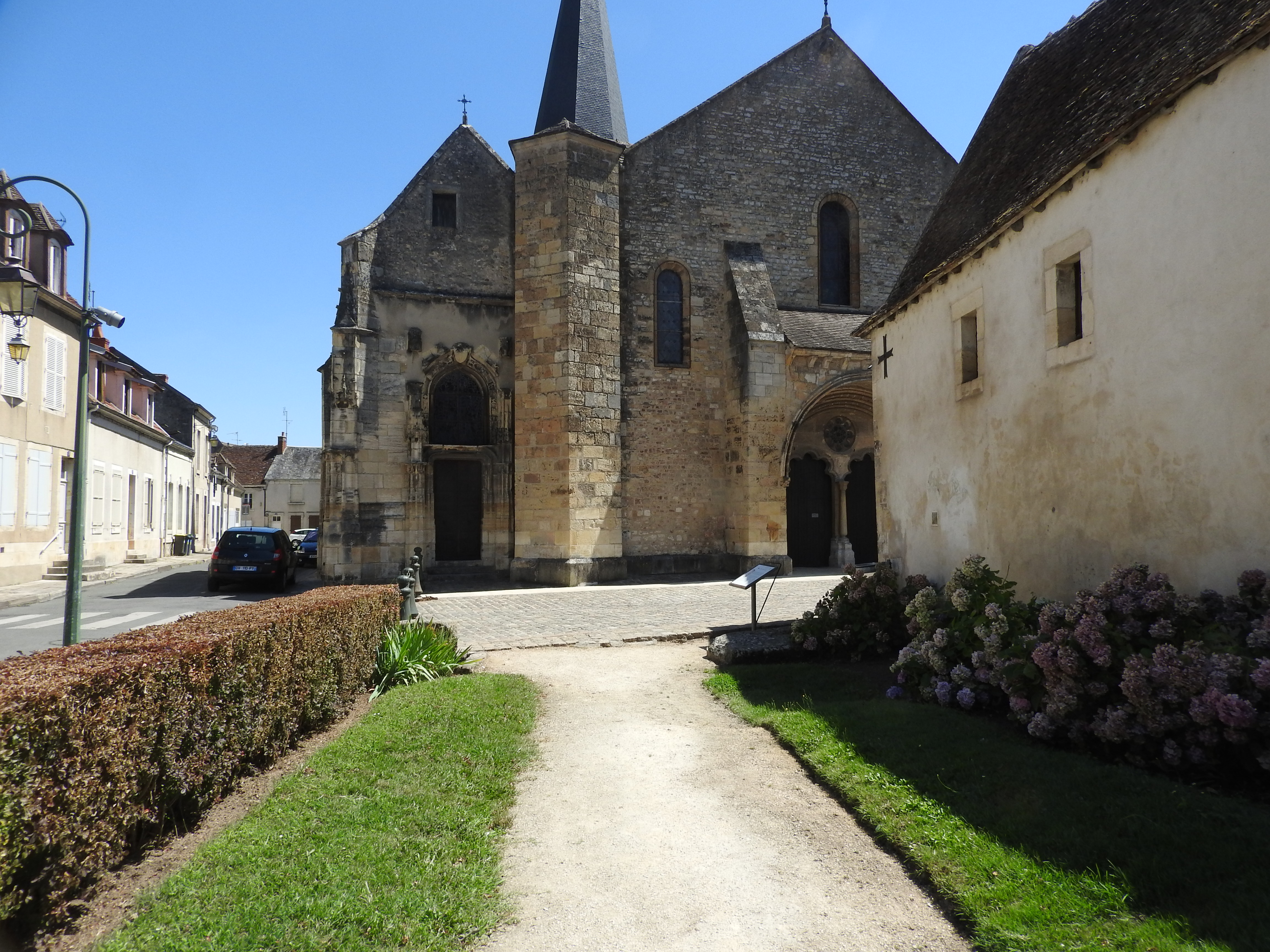
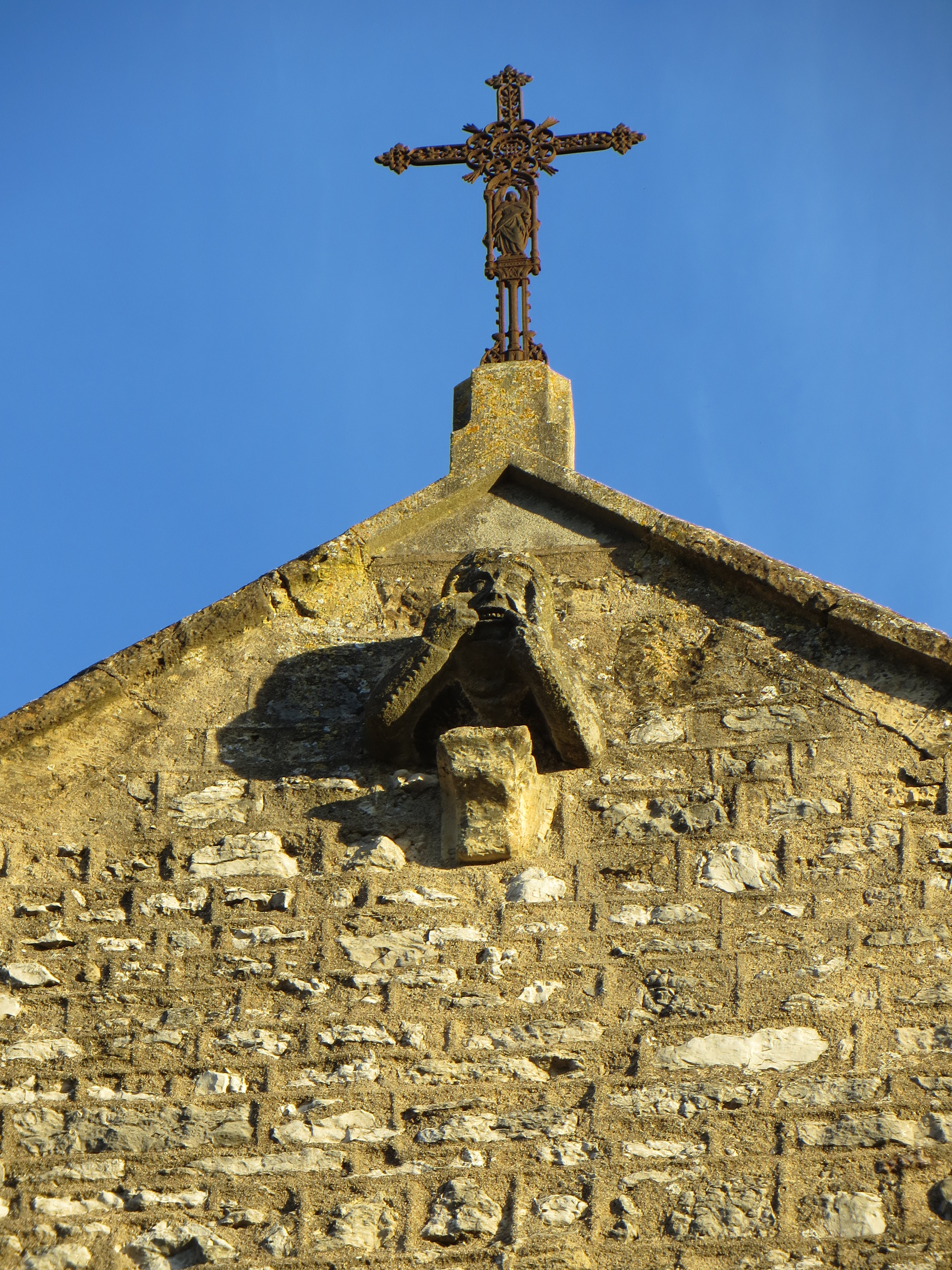